# پل گورمان (بازیکن فوتبال، زاده ۱۹۶۸)
پل گورمان (انگلیسی: Paul Gorman؛ زادهٔ ۱۸ سپتامبر ۱۹۶۸) بازیکن فوتبال اهل بریتانیا است.
از باشگاه‌هایی که در آن بازی کرده‌است می‌توان به باشگاه فوتبال ولینگ یونایتد، باشگاه فوتبال چارلتون اتلتیک، و باشگاه فوتبال دونکستر راورز اشاره کرد.